# Kanton Sospel
Sospel is een voormalig kanton van het Franse departement Alpes-Maritimes. Het kanton maakte deel uit van het arrondissement Nice. Het werd opgeheven bij decreet van 24 februari 2014, met uitwerking op 22 maart 2015.

## Gemeenten
Het kanton Sospel omvatte de volgende gemeenten:
- Castillon
- Moulinet
- Sospel (hoofdplaats)